# Râul Valea Iepei, Gilort
Râul Valea Iepii este un curs de apă, afluent al râului Gilort.